# Poremba
Poremba (polnisch Poręba, 1936–1945 Mariengrund) ist ein Ort in der zweisprachigen Gemeinde Leschnitz (Leśnica) im Powiat Strzelecki der Woiwodschaft Opole in Polen.

## Geographie
Das Waldhufendorf Poremba liegt drei Kilometer nördlich von Leschnitz, 12 Kilometer südwestlich von Strzelce Opolskie (Groß Strehlitz) und 452 Kilometer südöstlich von der Woiwodschaftshauptstadt Opole. Der Ort liegt in der Wyżyna Śląska (Schlesisches Hochland) innerhalb der Chełm (Chelm) am Fuße des St. Annabergs im Landschaftsschutzgebiet Park Krajobrazowy Góra Świętej Anny.
Poremba ist ein für das Oppelner Land ungewöhnliches Waldhufendorf. Es liegt in einem engen, langen Tal. Von hier führt der landschaftlich sehr interessante Kalvarienweg zum Sankt Annaberg, der von vielen Kapellen und beachtlichen Bäumen gesäumt ist.  In der Nähe des Weges nach Leschnitz befindet sich eine von Pilgern als Rastplatz geschätzte Vaucuserquelle, die niemals zufriert und „Siebenquellen“ heißt. Das hier entspringende Wasser versorgt den Padole-Bach (Padól), der durch Leschnitz fließt und dem Ort seit Jahrhunderten das Wasser zuführt.
Nördlich vom Poremba verläuft die Autobahn A4.

### Nachbarorte
Nachbarorte von Poremba sind im Osten Sankt Annaberg (Góra Świętej Anny), im Norden Kadlubietz (Kadłubiec), im Nordosten Dollna (Dolna), im Osten Scharnosin (Czarnocin)  und im Süden der Gemeindesitz Leschnitz (Leśnica).

## Geschichte

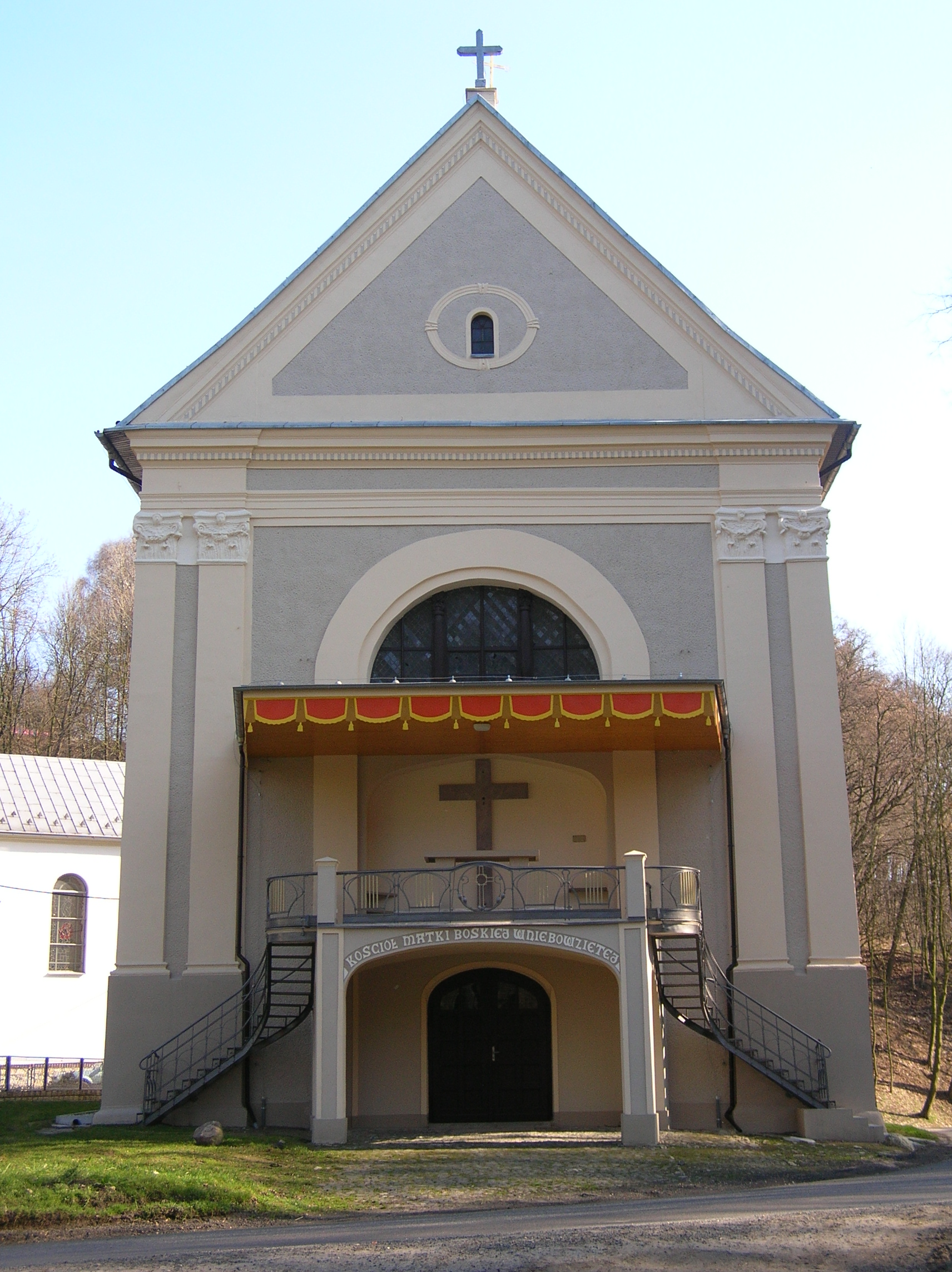
Mariä-Himmelfahrt-Kirche

Der Name des Dorfes Poremba bedeutet „ein Ort im Wald, wo Bäume geschlagen werden“. Poremba wurde schon 1485 als Poramba erwähnt. Im 15. und 16. Jahrhundert gehörte diese Ortschaft der bekannten Ritterfamilie Strela, Stifter der ersten Kirche auf dem St. Annaberg. Es sollte betont werden, dass das Gebiet des Berges für lange Zeit ebenfalls zu den Landgütern von Poremba gehörte.
1637 kaufte Melchior Ferdinand von Gaschin die Ortschaft Poremba. 1720 zählte das Dorf 97 Einwohner. Nach dem Ersten Schlesischen Krieg fiel Poremba 1742 mit dem größten Teil Schlesiens an Preußen.
Nach der Neuorganisation der Provinz Schlesien gehörte die Landgemeinde Poremba ab 1816 zum Landkreis Groß Strehlitz im Regierungsbezirk Oppeln. 1845 bestanden in Ort ein Schloss, ein Vorwerk, ein Kalkofen, ein Kalksteinbruch und 35 Häuser. Im gleichen Jahr zählte Poremba 295 Einwohner, davon sieben evangelisch. 1865 hatte der Ort 321 Einwohner sowie 6 Bauern-, 6 Halbauern-, 6 Gärtner und 18 Häuslerstellen. Eingepfarrt waren die Bewohner nach Leschnitz, eingeschult nach Sankt Annaberg. 1874 wurde der Amtsbezirk Wyssoka gegründet, welcher die Landgemeinden Annaberg Marktflecken, Kadlubietz, Ober Ellguth, Poremba und die Gutsbezirke Ober Ellguth Vorwerk, Kadlubietz, Poremba und Wyssoka Vorwerk und Kolonie Wyssoka umfasste.
1910 zählte der Ort 342 Einwohner. Bei der Volksabstimmung in Oberschlesien am 20. März 1921, die in der Gegend von bürgerkriegsähnlichen Zuständen begleitet wurde, stimmten in Poremba 149 Personen für einen Verbleib bei Deutschland und 129 für Polen. Poremba verblieb wie der gesamte Stimmkreis Groß Strehlitz beim Deutschen Reich. Ab 1933 führten die neuen nationalsozialistischen Machthabern groß angelegte Umbenennungen von Ortsnamen slawischen Ursprungs durch. Am 3. September 1936 wurde der Ortsname Poremba in Mariengrund geändert. Bis 1945 befand sich der Ort im Landkreis Groß Strehlitz.
1945 kam der bisher deutsche Ort unter polnische Verwaltung und wurde in Poręba umbenannt und der Woiwodschaft Schlesien angeschlossen. 1950 kam der Ort zur Woiwodschaft Oppeln. 1996 zählte der Ort 271 Einwohner. 1999 kam das Dorf zum Powiat Strzelecki. 2006 führte die Gmina Leśnica, der Kadlubietz als Ortsteil angehört, Deutsch als Hilfssprache und im Jahr 2008 zweisprachige Ortsbezeichnungen ein. Im gleichen Jahr zählte Poremba 280 Einwohner.

## Sehenswürdigkeiten
- Römisch-katholische Mariä-Himmelfahrt-Kirche (poln. Kościół Wniebowzięcia NMP)
- Kloster Mägde Mariens von der Unbefleckten Empfängnis (poln.  Klasztor Sióstr Służebniczek NMP Niepokalanego Poczęcia)
- Kalvarienweg zum Sankt Annaberg mit zahlreichen Wegekreuzen und Kapellen

## Söhne und Töchter Porembas
- Rudolf Goetsch (1876–1945), Richter

## Vereine
- Deutscher Freundschaftskreis
- Fußballverein LZS Poręba